# Рогачёвщина (Кировская область)
Рогачёвщина — деревня в Макарьевском сельском поселении Котельничского района Кировской области. Население 15 человек.
Ранее деревня Рогачёвщина входила в состав Куринского сельского поселения, позже вошла в Макарьевское сельское поселение. Непосредственно граничит с селом Курино. Вся деревня располагается вдоль асфальтированной дороги из села Макарье в село Курино, по обеим её сторонам. Насчитывает 16 домов, большинство из них ныне не жилые (на данное время 7 жилых домов, в которых проживают пенсионеры). Все дома деревянные, возле каждого дома приусадебный участок.
Никаких объектов инфраструктуры или культуры в деревне нет. Ближайшие магазин, почта, школа, дом культуры находятся в село Курино. Ранее в деревне располагалась нефтенбаза колхоза «Рассвет», ныне нефтебаза заброшена.